# Ezpatadantzariak
Ezpatadantzariak  es un cuadro del pintor vasco Aurelio Arteta. Lo realizó en 1913 y hoy en día se encuentra en el Museo de Bellas Artes de Álava en Vitoria.
Arteta es reconocido como uno de los artistas de la iconografía vasca y esta obra se relaciona con el imaginario nacionalista. 

## Leer más
- Miguel Ángel Marrodán, Aurelio Arteta. Colección Temas Vizcaínos, 1979, ISBN 84-500-3071-4
- Jaime Brihuega, Aurelio Arteta. Una mirada esencial. Edorta Kortadi, 1988, ISBN 84-87184-48-0
- Matilde Marcos Macías, Arteta : Estudio de la figura, la Universidad del País Vasco, 1998, ISBN 84-8373-107-X

- Datos: Q25825398